# Schletter’sche Buchhandlung
Die Schletter’sche Buchhandlung war eine Verlagsbuchhandlung für jüdische Literatur mit Sitz in Breslau in der Zeit von 1833 bis 1932.

## Geschichte
Zygmunt (Sigismund) Schletter gründete 1833 in Breslau (heute polnisch Wrocław), und aus Polen kommend, das Schletter’sche Antiquariat und die Verlagsbuchhandlung Sigismund Schletter. Während der 1830er Jahre kümmerte sich Ruth Kurtze gemeinsam mit Sigismund Schletter um das fast ausschließlich aus jüdischer Literatur bestehende Sortiment in deutscher und polnischer Sprache.
Im Jahr 1855 übernahm Hugo Skutsch († 1873) von seinem Freund das Schletter’sche Antiquariat und nannte es fortan „Schletter’sche Buchhandlung“. Unter diesem Namen errang die Schletter’sche Buchhandlung unter Hugo Skutsch als Inhaber (1855–1873) und Sigismund Schletter als Minderheitsteilhaber internationales Ansehen als Herausgeber hauptsächlich wissenschaftlicher jüdischer Literatur, unter anderem auch in Yiddish. Von der Witwe Hugo Skutsch erwarb Eugen Franck das Geschäft. Sein Teilhaber  Heinrich Lesser trennte sich 1889 von ihm und führte das Antiquariat unter eigenem Namen weiter.
Nach weiteren Besitzwechseln gingen Buchhandlung und Verlag in den Besitz von Alfred Kurtze († 1932) über.